# Rhyssemus amplicollis
Rhyssemus amplicollis är en skalbaggsart som beskrevs av Riccardo Pittino 1984. Rhyssemus amplicollis ingår i släktet Rhyssemus och familjen Aphodiidae. Inga underarter finns listade i Catalogue of Life.